# Église Notre-Dame-de-l'Assomption de Bonneval-sur-Arc
L'église Notre-Dame-de-l'Assomption de Bonneval-sur-Arc est une église catholique située en France sur la commune de Bonneval-sur-Arc, dans le département de la Savoie.

## Historique
À l'origine, une chapelle dédiée à la Sainte Vierge, nommée chapelle de Notre-Dame-de-l'Assomption, se trouve dans le village, mais les habitants doivent se rendre pour l'office à l'église Saint-Jean-Baptiste de Bessans. Le village est cependant isolé lors des fortes chutes de neige. En 1532, l'évêque de Saint-Jean-de-Maurienne, Mgr Gorrevod de Challand, érige le village en paroisse indépendante et la chapelle sert de lieu de culte.
L'édifice est agrandi en 1646, avec l'ajout d'un clocher-tour terminé par une flèche en pierre. Devenue église, celle-ci est consacrée le 18 mai 1661.
L'église est entièrement modifiée en 1869, puis consacrée en 1871.

## Protection
L'église fait l'objet d'une inscription au titre des monuments historiques depuis le 25 octobre 1972.